# Suresh Peters
Suresh Peters es un cantante de rap  y director de música indio, trabaja para el cine hindú ya que sus canciones han sido notables. Una de sus más exitosas se titula "Style" o "Estilo", que formó parte de la banda sonora de la película titulada "Sivaji: The Boss". Peters recibió su primera oportunidad como director musical a través de la película de Malayalam titulada "Punjabi House", compuso dos temas musicales que han sido populares en su país de origen. También cuenta con el lanzamiento de cuatro álbumes, que contienen temas musicales cantados en Tamil - Minnal, Oviyum, Kaathiruppaen y Engiruntho.

## Filmografía

### Como cantante
- Kadhalan (Tamil): "Pettai Rap".
- Gentleman (Tamil): "Chikku Bukku Rayile"
- Thiruda Thiruda (Tamil): "Chandralekha"
- Chor Chor (Hindi): Zor Laga
- Aasai (Tamil): "Shockadikudhu Sona"
- Super Police (Telugu): "Choodara En"
- Super Police (Tamil): "Sundara En Sundara"
- Khel Khiladi Ka (Hindi): "Khel Hai Yeh Khiladi Ka"
- Indian (Tamil): "Theme song"
- Josh (Hindi): "Hum Bhi Hain Josh Main"
- Kalamasseriyil Kalyanayogam (Malayalam): "Manikyaveena" (rap)
- Punjabi House (Malayalam): "Sonare" (rap)
- Thenkasi Pattanam (Malayalam): "Oru Simham" (rap)
- The Gentleman (Hindi): "Chika Pika Rika"
- Jeans: "Columbus Columbus" (rap)
- Anniyan (Tamil): "Kannum Kannum"
- Godfather (Tamil): "Ilamai - Remix"
- Sivaji (Tamil): "Style"
- Twenty:20 (Malayalam): "Hey Deewana"
- Coolie (Tamil): "Adakuttu Katta" and "Hey Rummu Rummu"
- Auto (Kannada): "Life Is Automatic"
- Love Today (Tamil): "Monica"

### Como compositor
- Punjabi House (Malayalam)
- Coolie (Tamil)
- Hanuman Junction (Telugu)
- Runway (Malayalam)
- Thenkasipattanam (Malayalam)
- Thenkasi Pattanam (Tamil)
- Independence (Malayalam)
- Mazhathullikilukkam (Malayalam)
- One Man Show (Malayalam)
- Raavanaprabhu (Malayalam)
- Malayali Mamanu Vanakkam (Malayalam)
- Aparichithan (Malayalam)
- Pandippada (Malayalam)
- Twenty 20 (Malayalam)
- Love In Singapore (Malayalam)
- Colours (Malayalam)
- Mr. Marumakan (Malayalam)
- Valayar Paramasivam (Malayalam)
- Shoot Out: Revenge In Action (Malayalam